# Dave Martell
Dave Martell (* 3. November 1959; † 24. Juni 2023) war ein US-amerikanischer Jazzmusiker (Posaune).

## Leben und Wirken
Martell erwarb einen Associate of Arts-Abschluss in Musik am Los Medanos College in Pittsburg, Kalifornien und den Bachelor of Arts in Musik an der California State University, Los Angeles, außerdem einen Abschluss in Musikpädagogik der Cal State University East Bay. Unterricht hatte er bei Dan Livesay und Roy Main. Er war 27 Jahre als Musiklehrer im New Haven Unified School District tätig.
Daneben war Martell mehr als 35 Jahre lang als professioneller Musiker aktiv; so trat er mit Künstlern wie Jimmy Heath, Lou Rawls, Cab Calloway, The Temptations, The Four Tops, Johnny Mathis, Burt Bacharach, Pete Escovedo und Earl Hines auf. U. a. wirkte er bei Aufnahmen mit der Carla Bley Big Band (Monterey Jazz Festival 2005), Anthony Brown’s Asian American Orchestra, Wayne Wallace, der Ray Brown Great Big Band, Dave Eshelmans Jazz Garden Band, des Black Market Jazz Orchestra und der Desolation Angels mit. Im Bereich des Jazz war er laut Tom Lord zwischen 1991 und 2018 an 13 Aufnahmesessions beteiligt, zuletzt mit der Sängerin Rebekah Victoria (Songs of the Decades).
Martell starb an den Folgen eines Motorradunfalls.

## Diskographische Hinweise
- Wayne Wallace Latin Jazz Quintet featuring Julian Priester/Kenny Washington: !Bien Bien! (2009), u. a. mit Murray Low, David Belove, Paul van Wageningen